# Tarenna leioloba
Tarenna leioloba là một loài thực vật có hoa trong họ Thiến thảo. Loài này được (Guillaumin) S.Moore miêu tả khoa học đầu tiên năm 1921.